# Sui Wen
Sui Wen (隋文帝), personnamn Yang Jian (楊堅), född 541, död 604, var den kinesiska Suidynastins grundare och första kejsare som regerade ett återförenat Kina 581-604.
Yang Jian var en högt uppsatt adelsman under Norra Zhoudynastin. År 580 avled dynastins kejsare och hans då åttaåriga son fick kejsartiteln. Yang Jian var inledningsvis förmyndare för barnkejsaren, men tog själv makten 581 och bildade Suidynastin (581-618). Yang Jian to sig då också namnet Sui Wen. Det tog honom åtta år att erövra hela Kina som nu blev återförenat under samma kejsare för första gången på nästan fyra hundra år. Efter att landet blivit enat och de ständiga krigen upphört fördubblades befolkningen under Sui Wens tid som kejsare, och uppgick till femtio miljoner vid hans död. Han expanderade flera sektioner av den kinesiska muren som skydd för de nordliga nomaderna. Wen var buddhist och uppmuntrade spridningen av buddhismen i Kina.
Sui Wen avled 604, och det är tänkbart att han blev mördad av sin egen son och efterträdare Sui Yang. Han är begravd i Tailing i Shaanxiprovinsen 80 km väster om dagens Xi'an.